# Halicometes stellata
Halicometes stellata är en svampdjursart som först beskrevs av Schmidt 1870.  Halicometes stellata ingår i släktet Halicometes och familjen Tethyidae.
Artens utbredningsområde är Kuba. Inga underarter finns listade i Catalogue of Life.